# Alicia Ortega Caicedo
Alicia Ortega Caicedo (Guayaquil, 10 de noviembre de 1964) es una catedrática, crítica literaria y editora ecuatoriana. Ha sido calificada como una de las voces más importantes de la crítica literaria nacional.

## Biografía
Realizó sus estudios superiores en la Universidad Lomonosov, en Moscú, donde obtuvo el título de filóloga. Posteriormente obtuvo una maestría en letras en la Universidad Andina Simón Bolívar y un doctorado en literatura y lenguas hispánicas en la Universidad de Pittsburgh.
En su faceta como editora, ha prologado y editado a escritores como Alejandro Moreano, Jorge Icaza, Agustín Cueva, Pablo Palacio y Bolívar Echeverría.
En 2017 publicó una ampliación de su tesis doctoral con el nombre de Fuga hacia dentro. La novela ecuatoriana en el siglo XX, editada por la Universidad Andina y Corregidor. En la obra, Ortega realiza un repaso minucioso de la narrativa ecuatoriana del siglo pasado y de los análisis críticos y discrepancias que con los años se han formado en torno a la misma, particularmente la disputa entre el realismo y el vanguardismo. Entre los autores que estudia en el libro destacan Jorge Icaza, Pablo Palacio, Joaquín Gallegos Lara, Jorge Enrique Adoum y Alicia Yánez Cossío.
La obra ganó el Premio Isabel Tobar Guarderas, otorgado por la municipalidad de Quito, a la mejor obra de ciencias sociales del año. Fue además grandemente elogiada por Fernando Tinajero y Raúl Vallejo, quien calificó el libro como la obra más monumental de crítica literaria nacional desde La novela ecuatoriana, de Ángel Felicísimo Rojas.
En 2022 publicó de la mano de la Editorial Severo el libro Estancias, una obra híbrida en que mezcló novela, ensayo literario y libro de memorias. La obra fue inspirada por las dificultades sufridas por Ortega durante la pandemia de COVID-19 y aborda temáticas como la soledad, el aislamiento, el duelo y la separación que en esa época tuvo con su pareja romántica, la escritora María Auxiliadora Balladares.

## Obras
- 2017: Fuga hacia dentro. La novela ecuatoriana en el siglo XX
- 2022: Estancias
- 2025: La materia del duelo[9]